# 阿部智則
阿部 智則（あべ とものり、1979年8月29日 - ）は日本のお笑い芸人である。POISON GIRL BANDのボケ（便乗ツッコミ）担当。

## 人物
- 身長167cm、体重63kg、A型。
- 宮城県石巻市出身[1]。宮城県石巻工業高等学校卒業。
- 土木科に在籍し、毎日あちこちを掘っていた。
- 動物好き。
- NSC時代、ダンスの授業で名前の順で3人グループを作られ、インパルスの板倉俊之・ロバートの秋山竜次と一緒だった。
- 一時芸人を引退し、半年ほど引きこもりになった。
- ポイズンの結成、解散、トリオ「積木」の結成、解散・メンバー3人の芸人引退、引きこもりからの復活、ポイズン再結成・芸人復帰など、芸人人生の転機となるものがすべて吉田がきっかけで、ロンドンブーツ1号2号の田村淳に、吉田に主導権を握られて人生を送っているといわれた。
- 無口で、周りに芸人が多くいる場でも、みんなの面白さに自分が落ち込むことを理由に一人で黙っていることが多い。
- 髪をロングヘアにしたのは、レッドホットチリペッパーズのボーカル、アンソニー・キーディスの影響。
- ダイノジ大地と映画「いま、会いにゆきます」を見て号泣したり、M-1の決勝進出決定時や水曜無限大でプライベートでも仲の良いアホマイルド高橋の卒業作文を聞いて生放送中に泣いてしまうなど、泣き上戸エピソードも多くある。
- 出身高校水泳部の青いジャージを未だ普段着として愛用している。
- 力士の日馬富士（旧四股名・安馬）が大好きである。
- 21歳の頃6,7歳年上の彼女と付き合っていた際、たまに「ハンコ貸して」と言われており、相方吉田は「何に使われるかわからないから貸すな」と心配していた。
- プールの監視員のバイトをしていたとき、あまりにもきわどいブーメランのビキニを穿いていたため、子供連れのお母さんから「あの人いやらしい」と苦情がきていた。
- COWCOW山田よし、2丁拳銃川谷修士ら主催の映画トークイベント『映話』のレギュラーメンバー。
- 囲碁将棋の根建と仲がよく、本人曰く「俺から根建をとれば何も残らない」というほどである。
- 2022年1月26日放送のTOKYO SPEAKEASYに阿部とプライベートでも仲の良いランジャタイと放送作家の倉本美津留が出演。放送内で国崎和也（ランジャタイ）によって「青森でマグロ漁をしている」と、阿部の近況について語られた[2]。

## 出演
コンビでの出演はPOISON GIRL BANDを参照

### テレビ
- ロバート秋山の市民プール万歳（2018年2月  - )

### ウェブテレビ
- デリ飯（2018年9月5日 - 9月27日[3]、AbemaTV）

### CM
- ソニー・コンピュータエンタテインメント「カズオ」（2006年 - ）
- 明治製菓「きのこの山」（2008年 - ） きの山さんの声

### 神保町花月
- 「肉糞華劇団～帝都童貞朝焼物語～」（2011年11月7日のみゲスト出演）
- 「肉糞華劇団～鶴の捨て穴～」（2012年10月27日1回目公演のみゲスト出演）
- 肉糞亭特別公演「肉糞華劇団〜HOT夏子のおさがり制服シミ黄バミ。〜」2014年3月4日-3月10日